# David Shankle
David Shankle es un guitarrista estadounidense que perteneció a la segunda etapa del grupo norteamericano Manowar. Sucedió a Ross the Boss (cofundador). Coincidió también con la llegada del batería Rhino. Perteneció a Manowar desde 1989 hasta 1993. 
Después de tocar años antes en la ciudad de Chicago en bandas menores, se postuló para ocupar la guitarra en Manowar. Fue el elegido después de una prueba entre 150 guitarristas para reemplazar a Ross. 
Eric Adams y Joey DeMaio lo conocieron mientras grababan Kings of Metal en Chicago, donde residía. Grabó el álbum "The Triumph of Steel" en 1992, uno de los más exitosos de Manowar, y se ganó al público en la gira del álbum grabado por Ross, Kings of Metal. Cocompositor de una de las mejores canciones escritas por Manowar, la balada "Master of the wind".
David es apodado "The shred demon" aludiendo a las técnicas de extrema velocidad y complejidad que posee. Pronto, la nueva forma de tocar cautivó al público. Durante la gira comenzó a forjar su leyenda. Aumentó la velocidad de las canciones, solos veloces, con complejidad de tocar y una fuerza y puesta en escena muy potente. Está muy influenciado por guitarristas como Yngwie Malmsteen y Chris Impellitieri.
Posteriormente abandonó Manowar. Según comentó, abandonó el grupo porque quería seguir perfeccionando sus técnicas de guitarra y pasó a dar clases también. Fue reemplazado por Karl Logan, guitarrista de Manowar hasta la actualidad.
Después de Manowar, comenzó a utilizar un sonido más personal, usando otro tipo de sonidos incorporando efectos poco comunes al género como el flanger a su guitarra que entre sus detractores son muy criticados porque en ocasiones tornan inentendible el sonido. Su velocidad contribuye a ello. Utiliza guitarras de la marca Dean guitarras (la misma que Angelo Batio).
Profesor de la Shred Academy, está considerado entre los guitarristas más rápidos del mundo. Formó alrededor del año 2001 su banda "David Shankle Group" compuesta actualmente por Chitral Somapala en voces, Steve Williams en teclados, Jeff Kylloe en bajo y Gabriel Anthony en batería.
Grabó dos álbumes con la banda; "Ashes to Ashes" en junio de 2003 y "Hellborn" en julio de 2007. El sello que lo produce es Magic Circle Music, que pertenece a Manowar. Actualmente, la banda sigue en activo. En su último álbum, participan en la última canción los guitarristas T.D. Clark, Joe Stump y MAB (Mike Angelo Batio), amigos suyos y también profesores de la Shred Academy.
En el año 2016 grabó dos canciones con la banda FEANOR, precursores del true metal latinoamericano, luego en el año 2017 se embarca en su primera gira latinoamericana, rememorando aquel disco grabado con Manowar y con dicha agrupación, sumando al cantante Lobo Heimdall, de la banda Southern Skies, quieren se ocuparía de las voces en reemplazo de Sven D'anna.
Al siguiente año se embarca en una gira que solo incluyó Argentina.
Al finalizar la misma el grupo realiza el anuncio mundial de que David Shankle pasa a ser miembro estable de FEANOR.
Actualmente el músico se encuentra componiendo un nuevo trabajo junto a FEANOR, hay fuentes que señalan que dicho álbum se llamará "The Return Of The Metal King".
Se espera que junto al nuevo disco el músico realice un nuevo tour en noviembre.